# Colindres
Colindres település Spanyolországban, Kantábria autonóm közösségben. Colindres Laredo, Limpias, Voto és Bárcena de Cicero községekkel határos. Lakosainak száma 8540 fő (2024).

## Népesség
A település népessége az elmúlt években az alábbi módon változott:
| Lakosok száma | 6786 | 7075 | 7490 | 7826 | 8140 | 8272 | 28 288 | 8484 | 8512 | 8540 |
|               | 2001 | 2004 | 2007 | 2009 | 2012 | 2014 | 2017   | 2019 | 2022 | 2024 |